# César Arrizabalaga Zabala
César Arrizabalaga Zabala (Deba, Guipúscoa, 28 de maig de 1954 - Montcada i Reixac, 9 de setembre de 2019) va ser un polític català d'origen basc, que fou alcalde Montcada i Reixac entre 1999 i 2010.
Nascut a Deba, als 14 anys va deixar el País Basc per anar a la Universitat Laboral d'Osca on vaig estudiar oficialia, mestria i enginyeria. Després, ja a Barcelona, va acabar estudis de química. A Barcelona es va casar i es va instal·lar a Montcada i Reixac. La seva participació activa en la política del municipi va començar a la dècada dels 90. Va ser elegit regidor en les llistes del PSC i fou alcalde de Montcada i Reixac des de 1999 fins al 21 de juny de 2010 quan va formalitzar la seva renuncia al càrrec arran que els seu nom aparegués vinculat al Cas Pretòria.
Va ser succeït per Maria Elena Pérez, que va prendre possessió l'1 de juliol de 2010, i va ser la primera dona alcaldessa del municipi. Va morir el 9 de setembre de 2019 a Montcada i Reixac.